# Granada musulmana
La ciudad de Granada (en árabe: غرﻧﺎﻃﺔ‎ ġarnāṭah), como entidad urbana, se remonta al siglo XI, cuando se produce el abandono de Medina Elvira, capital de la Cora de Elvira, como consecuencia de la desaparición del Califato de Córdoba y de la fundación del reino zirí de Granada. Después, se mantendrá como cabeza de las sucesivas divisiones políticas y administrativas de su territorio, hasta convertirse en la capital del reino nazarí de Granada. Cuando pasa a poder de Castilla, en 1492, se acometen paulatinamente obras que modifican de forma sensible su estructura urbana, hasta convertirse en una ciudad conventual.
Este artículo trata de la organización y estructura urbana de la ciudad de Granada, entre los siglos XI y XVI.

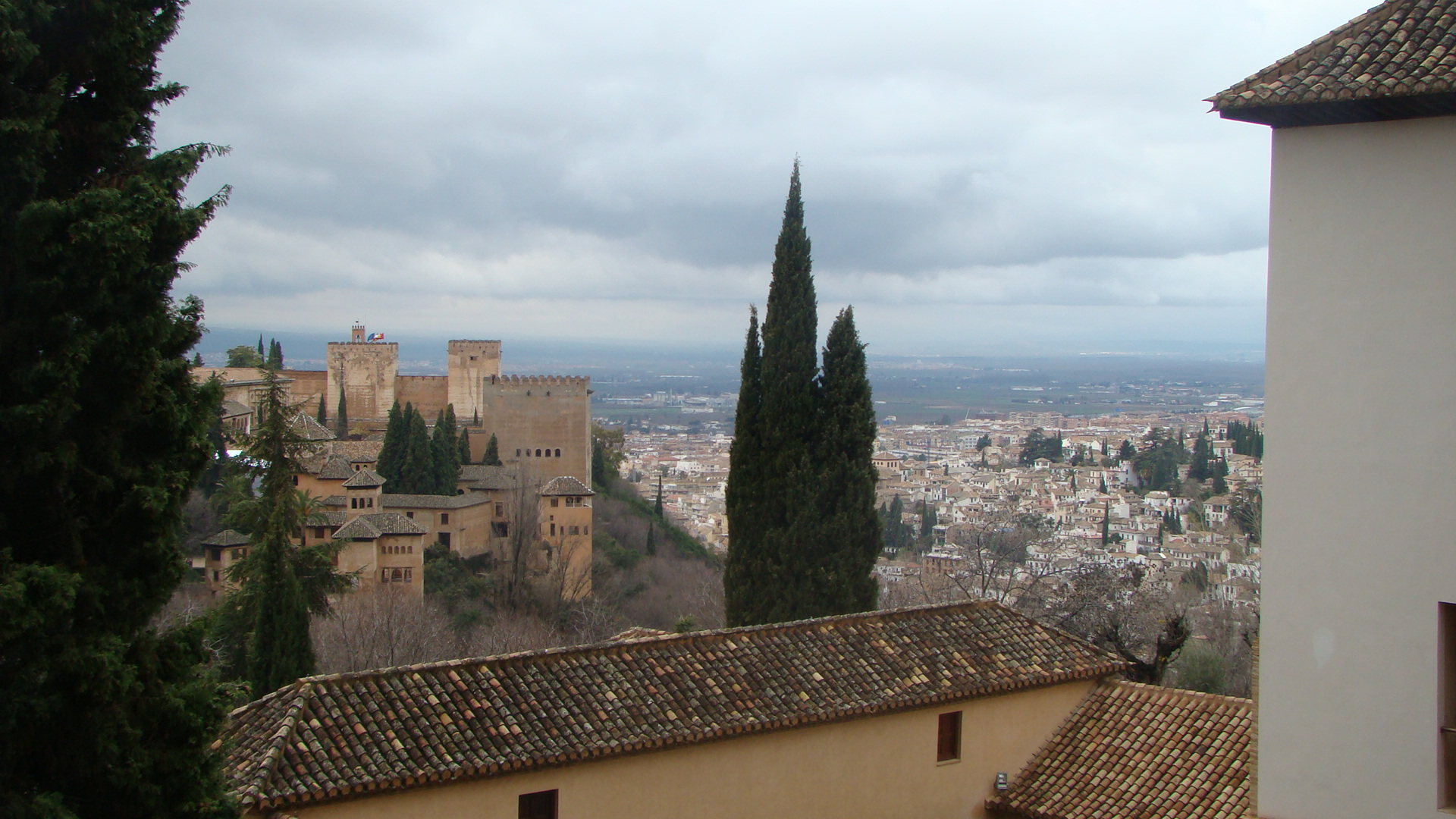
La Alhambra y el Albaicín, vistos desde el Generalife.

## La ciudad zirí
En la época anterior a la fundación de la ciudad por los Ziríes, y esto era ya así en la época de la conquista y creación del Emirato de Córdoba, no existía ciudad alguna en el solar que ocupó después, aunque sí está confirmada, por ejemplo en las crónicas de Ibn al-Jatib, la presencia de una fortaleza (hisn), construida sobre los restos de un oppidum ibero-romano, utilizada por Sawwar ben Hamdun como baluarte frente a la rebelión de los muladíes (siglo IX) y, conforme a los datos arqueológicos existentes, una alquería dependiente de Medina Elvira. Dado que algunos autores sostienen que, en el solar de la actual Granada, estuvo ubicada en tiempos romanos y visigodos una importante ciudad denominada Ilíberis, parece evidente que, en algún momento no datado de la antigüedad, dicha ciudad quedó despoblada, en beneficio de otra cercana, situada unos 10 km al oeste, que suele identificarse con un asentamiento romano llamado "Castilia". Este asentamiento, inicialmente arabizado como "Qastiliya", en lo sucesivo adquirió mayor relevancia y poderío que aquella, convirtiéndose en Medina Ilbira, una de las principales ciudades del emirato y califato andalusíes.
El traslado desde Ilbira, en la vega y carente de defensas, a Garnata, en una posición más escarpada y con una fortaleza (o sus restos), se realizó por decisión de Zawi ben Ziri. El traslado masivo se produce entre el año 1010 y el 1025, convirtiéndose en definitivo tras el asalto, incendio y ruina de la ciudad de Elvira y de su mezquita mayor, que había sido fundada en 718 y se conoce tras las excavaciones de Gómez Moreno a finales del siglo XIX. Los Ziríes se instalan en la colina del Albaicín, en la margen derecha del río Darro, un afluente del río Genil, donde existía ya una pequeña ocupación, así como restos de viviendas tardorromanas. Las excavaciones arqueológicas han puesto de relieve que los Ziríes procedieron a "limpiar" el solar, demoliendo los restos de asentamientos anteriores, usados como relleno o material constructivo. La zona que inicialmente se ocupó, de forma intensiva, es la situada en el centro del actual barrio del Albaicín, conocida como Alcazaba Cadima (al-Qasba Qadima). Para finales del siglo XI, ya estaba urbanizada la mayor parte de la colina, rodeada por una muralla que todavía subsiste en buena medida, embutida parcialmente en el caserío urbano.
La ciudad era abastecida de agua por dos sistemas: La Acequia de Aynadamar, construida en esa época, que llevaba el agua desde Alfacar, para su almacenaje en aljibes urbanos; y la coracha del Darro, de la que quedan restos conocidos como Puente del Cadí, y que debía situarse en una torre similar a la que aún subsiste, en la margen derecha del río. Dicha torre, de la que no quedan restos, se recoge en diversos textos antiguos. También en esta época, se construyó la Acequia Gorda, que recogía aguas del propio Genil, aunque su uso, en aquel entonces, era para regadío y no para abastecimiento.

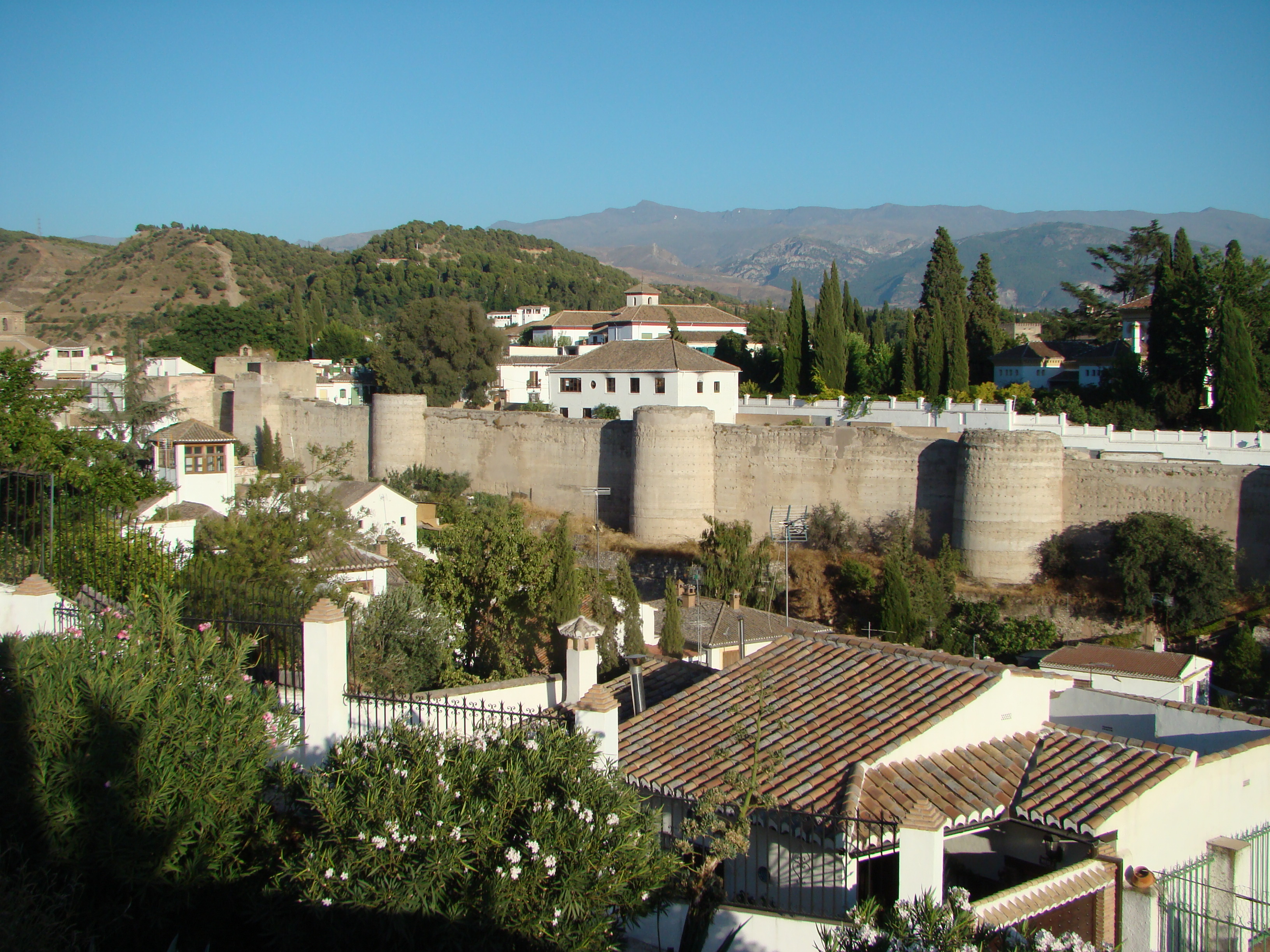
Muralla levantada por los ziríes para proteger el núcleo originario de Granada, en el.

La ciudad zirí tenía una extensión de 75 Has y unas 4.400 casas, repartidas en varios barrios situados en la colina del Albaicín:
- El barrio de "Harat al-Qasaba", situado junto a la Alcazaba Cadima, en donde hoy están San Nicolás y la actual Mezquita Mayor de Granada.
- El "Rabad Badis", situado en la zona actualmente ocupada por el Convento de Santa Isabel la Real, la plaza de San Miguel Bajo y los callejones del Gallo y de las Monjas. Se situaba fuera de la cerca original, pero dentro de la levantada por el rey Badis ben Habús (1038-1073), de quien toma el nombre.
- El "Rabad al-Murabittin", situado al sur de la Alcazaba, en la actual zona de Cruz Verde y Cruz de Quirós.
- El barrio o arrabal "Qawraya", más al este, en la cuestas del Aljibe Grande, Aljibe del Trillo y San Agustín.
- El "Rabad al-Ajsarïs", que ocupaba la ladera sur-oriental de la colina, entre las actuales calles de San Juan de los Reyes y Carrera del Darro, hasta Cuesta del Chapiz.
- Los barrios de "Aitunjar Arrohan" y del "Careyo" (o "Qurayya"), situados por encima de la Puerta de Guadix Alta.
- El barrio del "Sened", situado extramuros, que subsiste hoy en día con el nombre de Zenete, situado en la ladera (o sanad) suroeste de la colina, a lo que debe su nombre.[13] Esta etimología, desmiente teorías anteriores que atribuían el nombre del barrio a la tribu de los Zenatas o Zenetes.[14]
- Los barrios situados en la orilla izquierda del río Darro, es decir, en la falda de la colina después ocupada por la Alhambra. Existían allí tres barrios: "Yurra" (el actual La Churra, al que Seco de Lucena denomina "Rabad al Cadi"), "Rabad al-Mansura" (situado junto al anterior, entre lo que hoy es la Cuesta de Gomérez y la calle Almanzora Alta) y "Rabad Mawrur" o Mauror, al pie de las Torres Bermejas.

## La ciudad almorávide y almohade

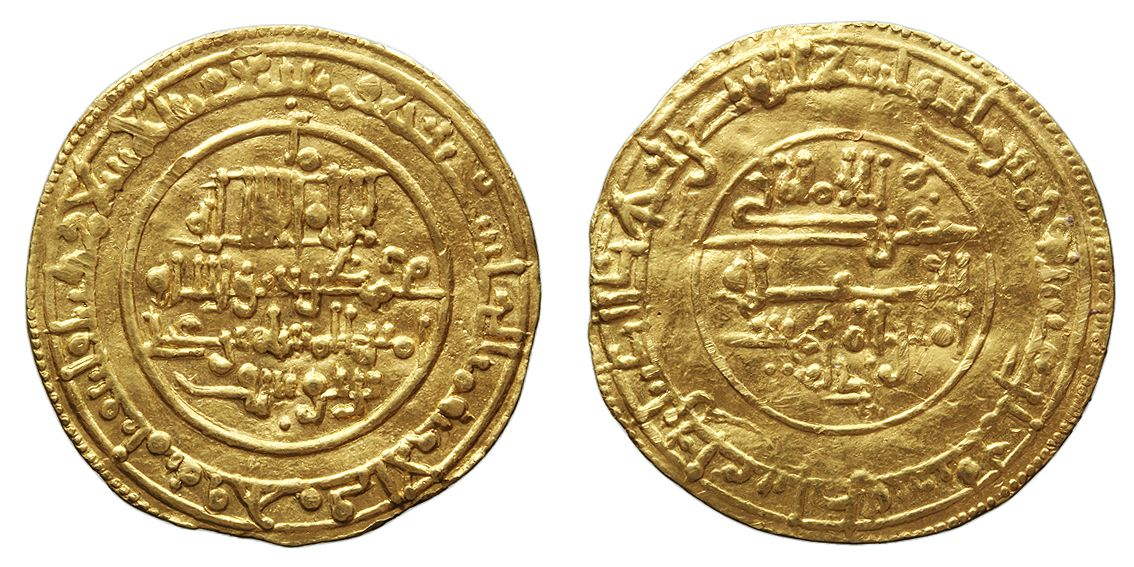
Dinar de oro acuñado por los almorávides en Granada.

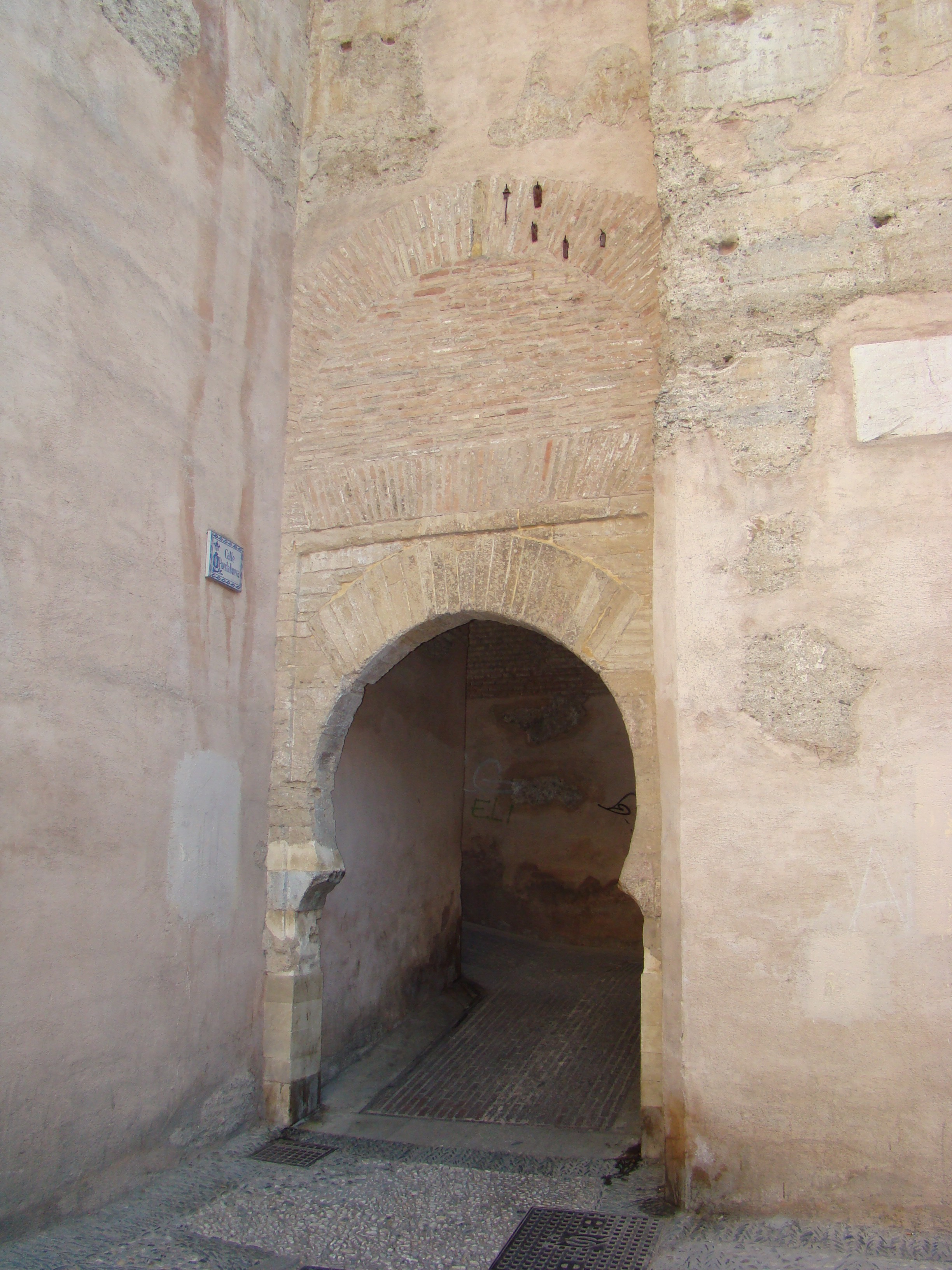
Puerta Nueva o Puerta de las Pesas, antigua Bib Cieda, que daba acceso a al-Qasba Cadima desde Rabad al-Bayyazin

Existe información sobre la Granada de las épocas almorávide (1090-1147) y de los almohades (hasta 1269), procedentes de cuatro fuentes contemporáneas: Ibn Galib, que vivió en la ciudad en siglo XII; Abu Walid Ismail al-Saqundi, que falleció en 1232; el almeriense Al-Zuhri, que estuvo en Granada en 1137; y Al-Idrisi, aunque esta última apenas recoge información posterior a los Ziríes. De todas ellas, la que más información transmite es la de Al-Zuhri.
La estructura urbana de la ciudad se modificó escasamente en este largo periodo. Del análisis que de las descripciones citadas han hecho diversos autores (Gómez-Moreno Martínez, Terrasse, Seco de Lucena, etc.), se desprende que los Almorávides ampliaron el recinto amurallado, abriendo portones de entrada, Puerta Nueva o bāb al-Ziyad (de las Pesas),- y Bib-Albunaida (Puerta Monaita), ambas todavía en pie; también corresponde a esta época la desaparecida Bib-Alfajjarin o de los Alfareros, cuyos restos se excavaron hace unos años junto a la Plaza de Santo Domingo, en el barrio del Realejo. También se atribuye a los almorávides la construcción de las Torres Bermejas y la apertura de la Bab Mawror, junto a ellas.
A finales del siglo XI y comienzos del XII, se construyeron dos paseos, extramuros, para el ocio, citados por los autores referidos, pero también en diversos poemas: la Alameda de Mu'ammal, en la orilla derecha del Genil, en la zona que ahora ocupa el Campo del Príncipe; y la "Nayd", cuyo emplazamiento ha sido discutido por diversos autores, pero que se supone situado en la zona de las actuales Vistillas de los Ángeles y Barranco del Abogado.
En la época Almohade, la ciudad apenas modificó su estructura urbana, quedando solamente como testigos de la época algunos edificios de gran interés, entre ellos el Qasar al-Sayyid (Alcázar Genil) y el palacio de Dar-al-Bayda, que varios autores identifican con el actual Cuarto Real de Santo Domingo. También pertenece al siglo XIII la ampliación del cementerio situado junto a la Puerta de Elvira (maqbarat al-faqth Sa'ad ben Malik), así como el amurallado del resto del "Rabad Al-fajjarin", el del Nayd y la apertura de un nuevo cementerio en el Campo del Príncipe, en el extremo oriental de la ciudad.

## La ciudad nazarí

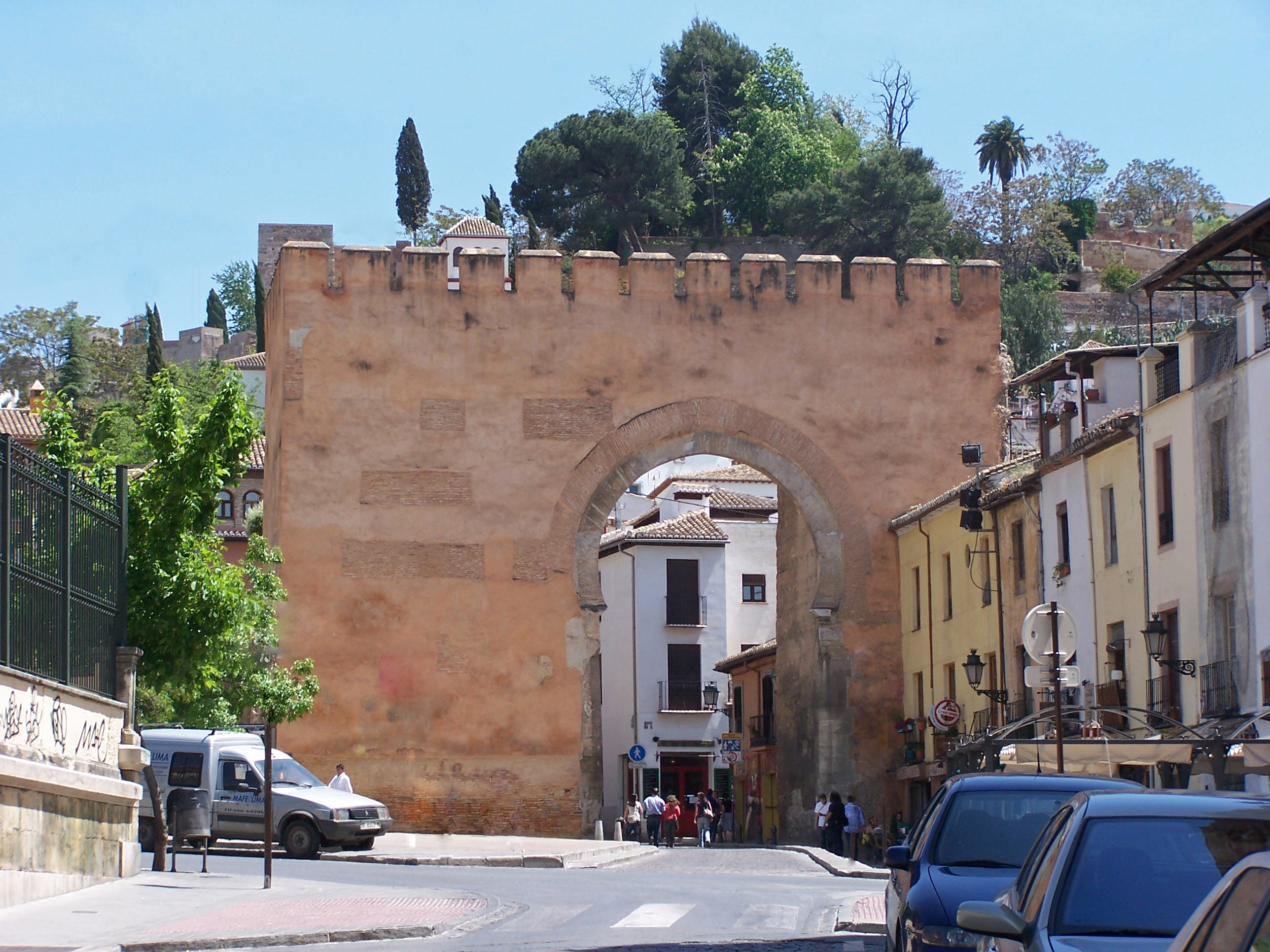
Vista de la Puerta de Elvira desde la calle Profesor Emilio Orozco.

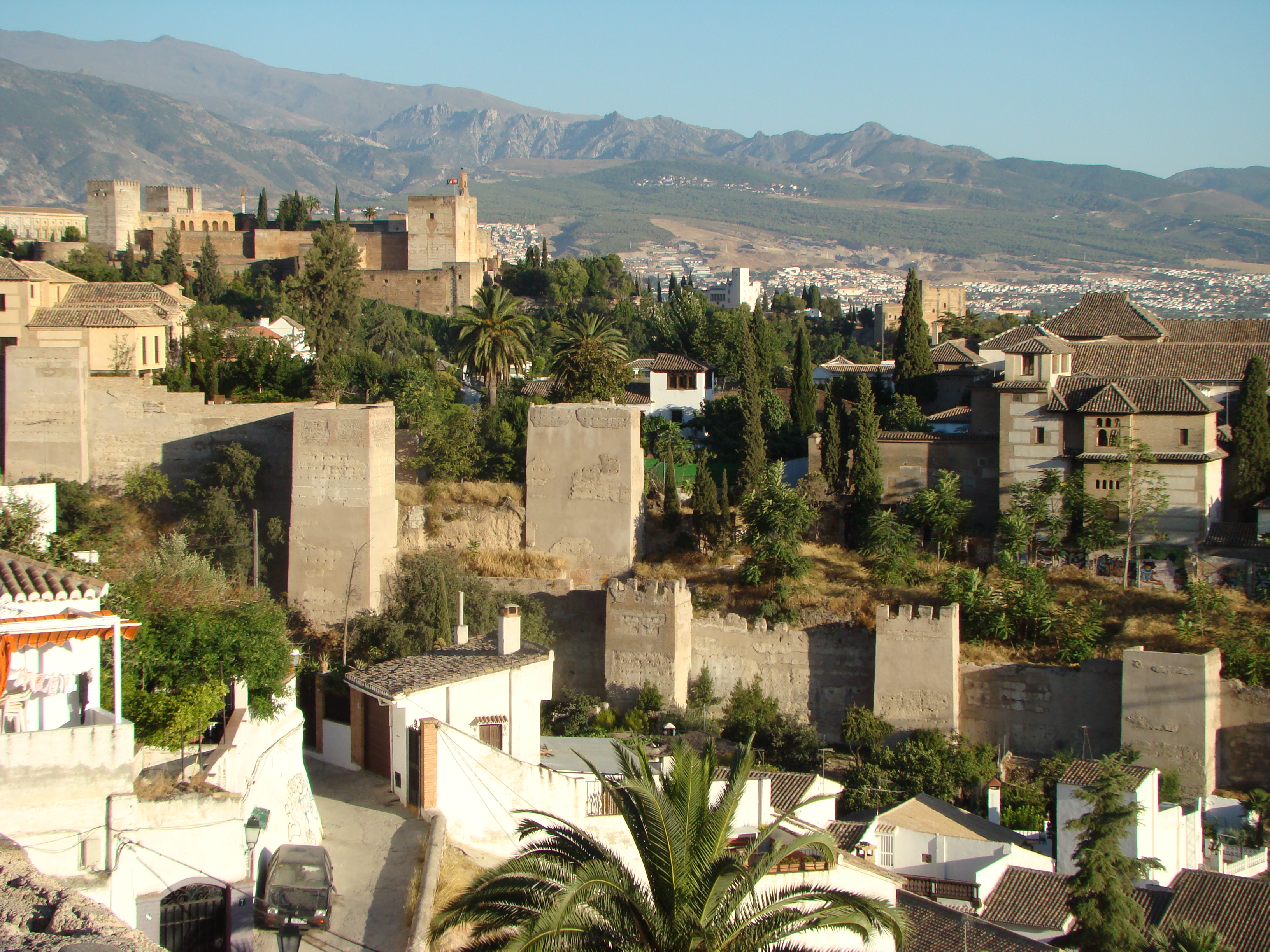
Murallas de al-Casba Qadima (a la izquierda) y del barrio de Rabad Badis (derecha, más pequeñas), con el Palacio de Dar al-Horra.

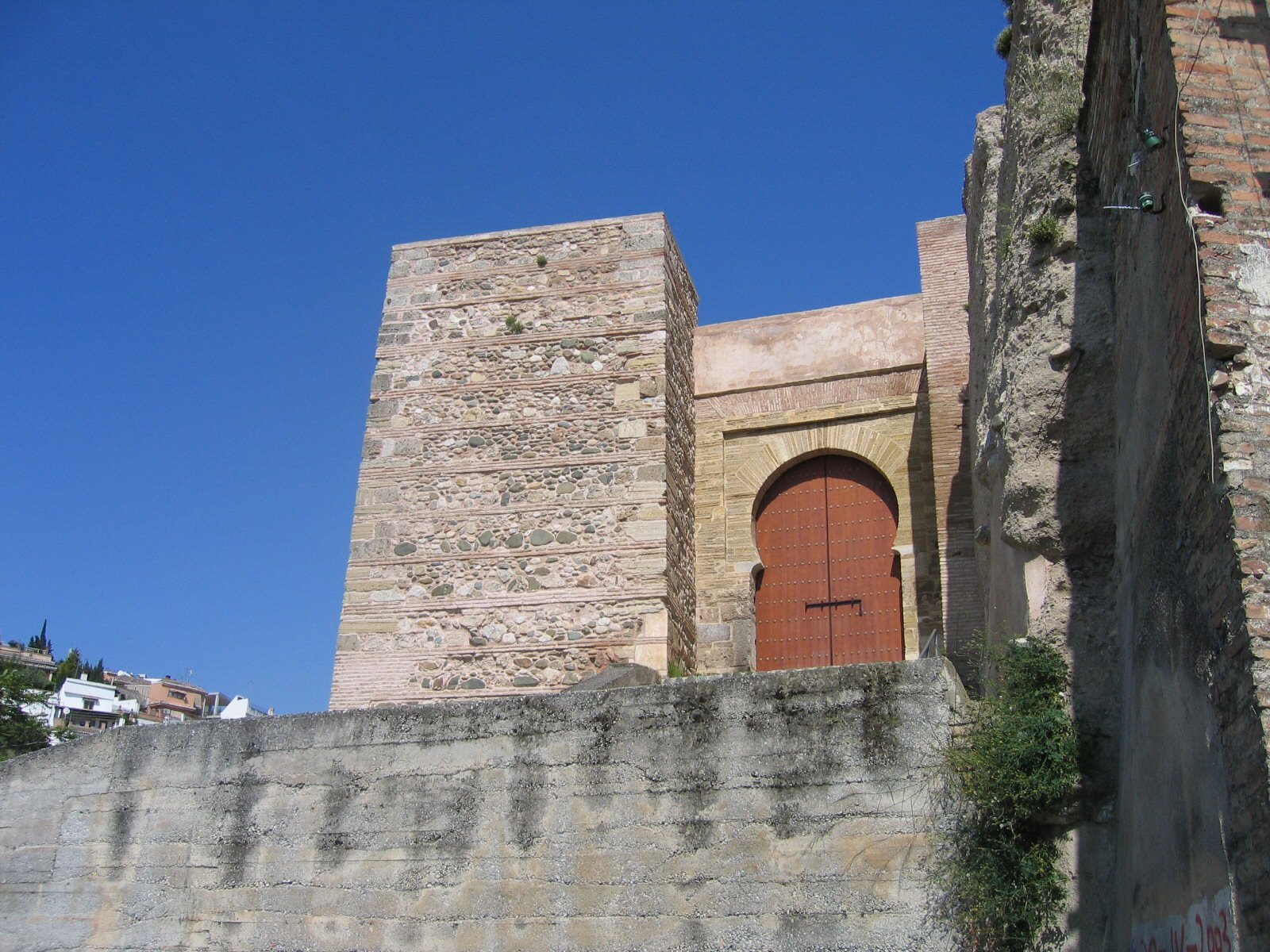
Puerta Monaita o "Bib al-Bonaida"

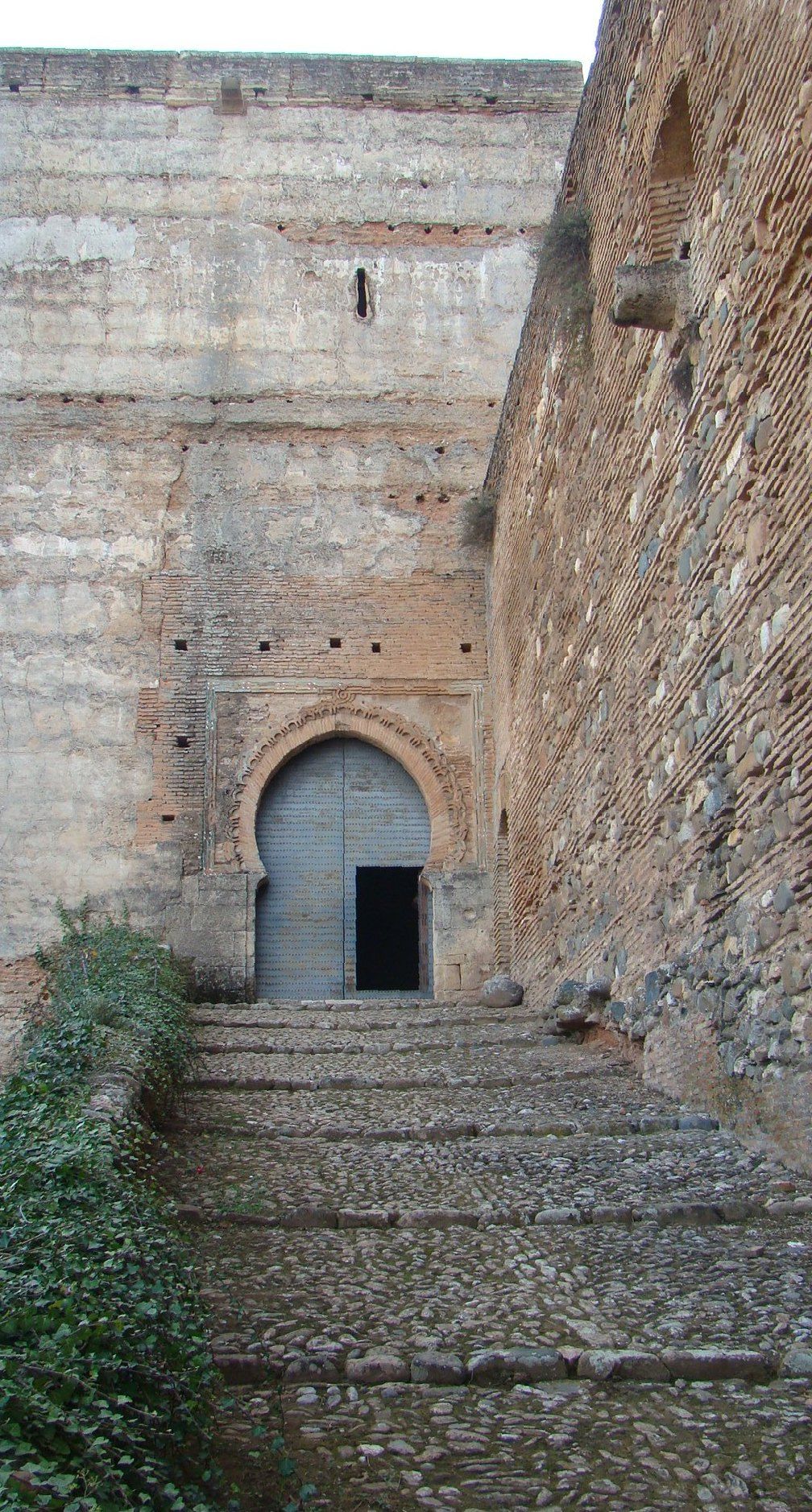
Puerta de las Armas (en época nazarí, "Bib al-Medina" o Puerta de la Ciudadela).

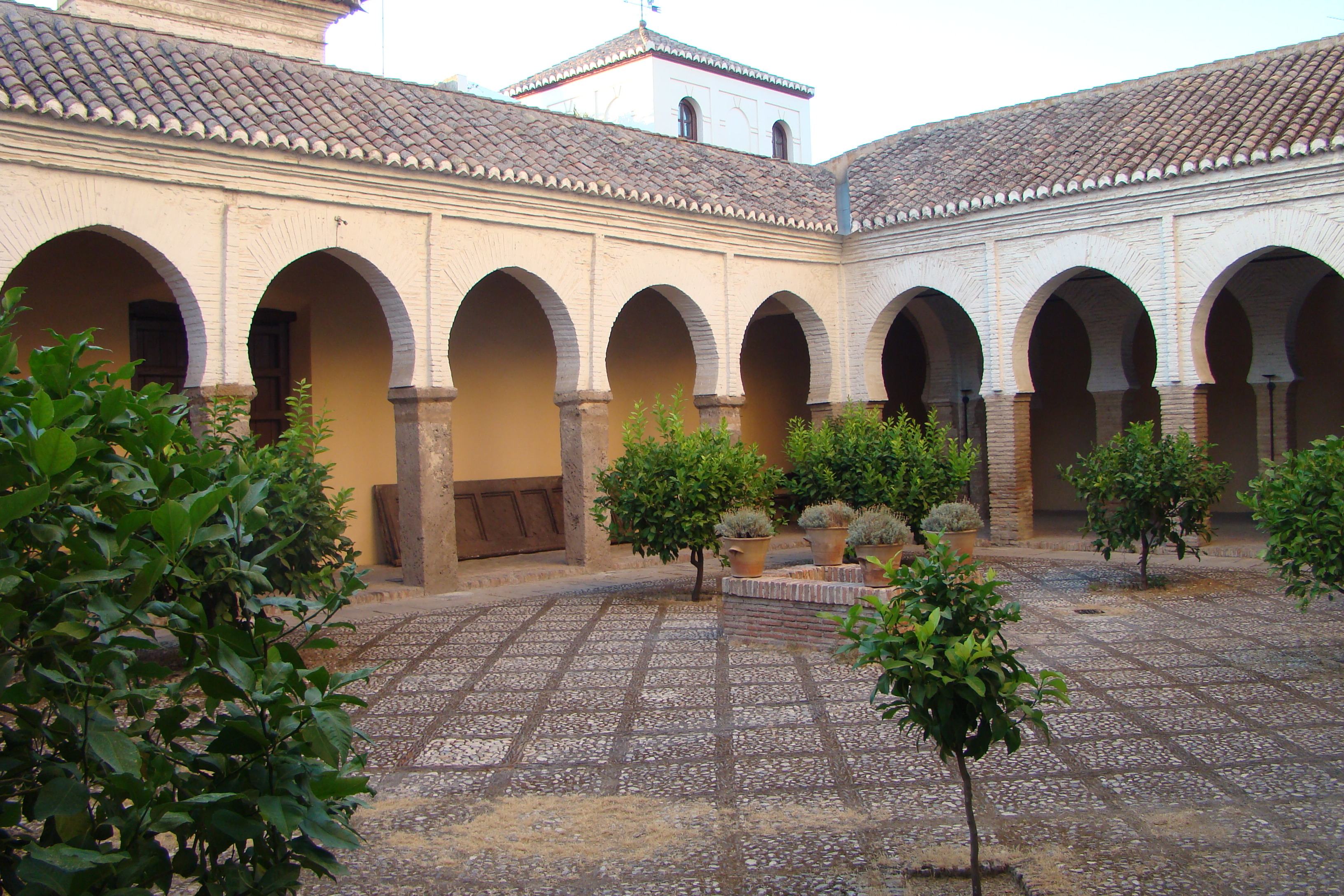
Patio de la antigua Mezquita Mayor, de finales del o comienzos del XV, hoy anexo a la Iglesia del Salvador.

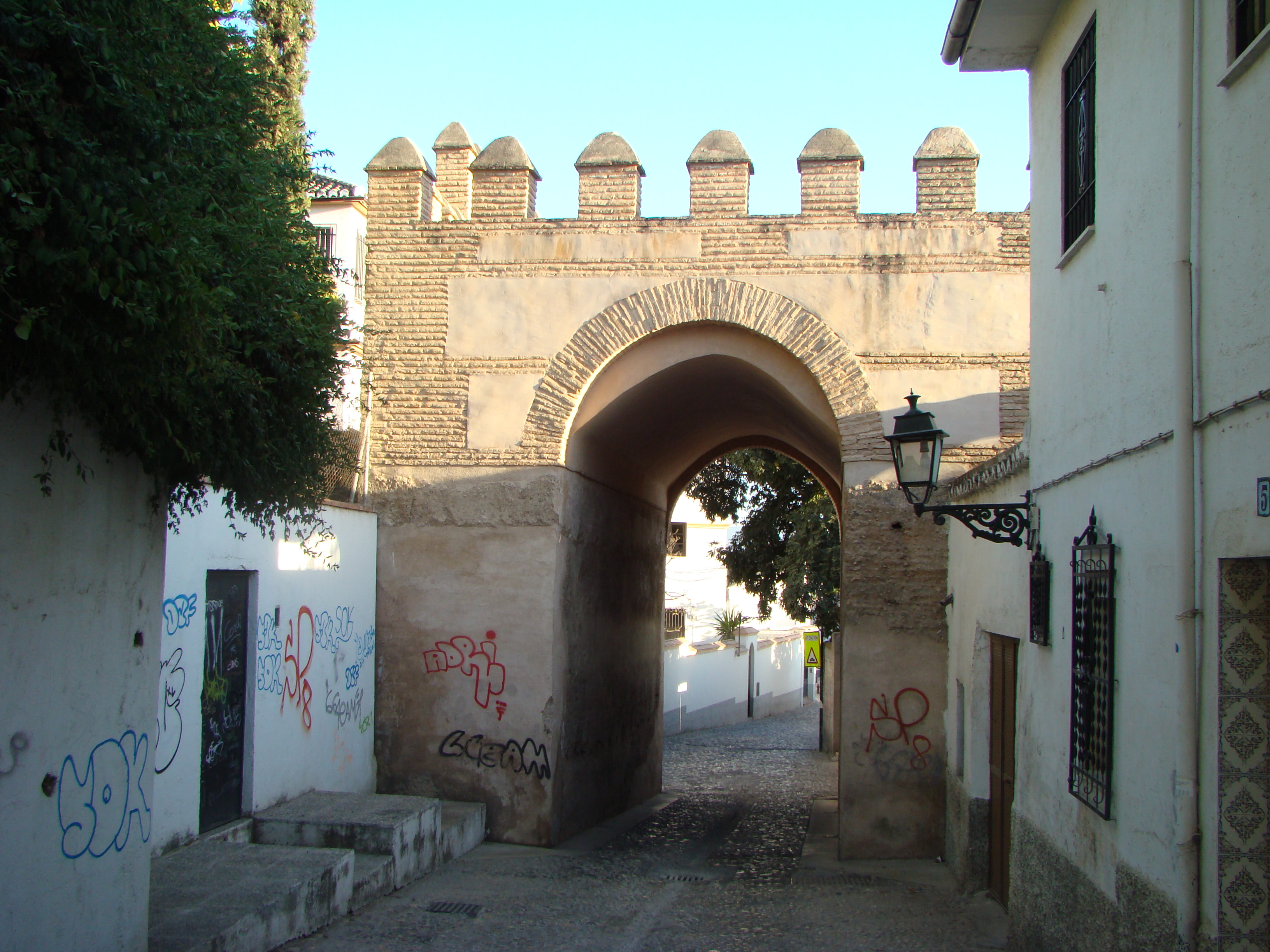
Bib Fashlews o Puerta de Fajalauza, que comunicaba con el camino de El Fargue y Huétor Santillán.

La ciudad de Granada creció de forma sostenida durante la segunda mitad del siglo XIII, con el advenimiento del Reino Nazarí, lo que obligó a la ampliación de las cercas defensivas, la del "Nayd", comenzada ya en período almohade, y la del gran "Rabad al-bayyazin", al norte de la ciudad, y que se realizó en período tan tardío como 1327. La ciudad aparece ya plenamente conformada para esas fechas, con una estructura típicamente islámica. Tanto la medina como los arrabales, se organizaban en barrios, de tamaño y población muy diversa. Cada uno de esos barrios, tenía a su frente un cadí, encargado de mantener el orden, sobre todo en los mercados. Disponían también de una ronda nocturna, ajustada al perímetro estricto del propio barrio, con la función de vigilar y abrir, en su caso, las puertas de las murallas, tanto de las interiores como de las principales.
Según el tamaño del barrio, disponía de servicios comunitarios (hamman, escuela, horno, mezquita...) o, por el contrario, su núcleo se limitaba a un oratorio. La ocupación del terreno era muy densa, sin apenas espacios libres, al menos en las zonas de la medina (no tanto en los arrabales), con callejas sinuosas y estrechas, cortas y quebradas, aunque hubo excepciones a este tipo de trazado, como es el caso de la Alcaicería, con calles trazadas a cordel.

### Organización general de la ciudad
En el apogeo del reino de Granada, la ciudad estaba organizada espacialmente, siguiendo el plano de Seco de Lucena, en 6 distritos amurallados, con sus barrios, y dos arrabales extramuros.

#### Barrios intramuros
Existían seis grandes distritos amurallados, separados entre ellos y del exterior por cercas defensivas, con puertas que se cerraban durante la noche, y cada uno de ellos se organizaba en barrios o, dicho en árabe, rabad. Estos distritos, eran:

##### "Al Casba Cadima"(Alcazaba Vieja)
Situada en lo más alto de la colina del Albaicín, donde se situaba el Palacio Real de los Ziríes, reconstruido por el rey Badis, y que continuó siendo residencia de los monarcas nazaríes, hasta los primeros años del siglo XIV. Contenía dos barrios, "Harat Alcazaba", al norte, y "Rabat Almufadar", al sur. Disponía de, al menos, cuatro puertas de acceso: Bib Cieda (que subsiste hoy, como Arco de las Pesas), Bib Caxtar y Bib Elbis, en el paño norte de la muralla, conectando con el arrabal del Albaicín, y Bib Albonud en el paño este. No recoge Seco de Lucena ninguna puerta en sus paños sur y oeste, a pesar de lindar con los barrios más populosos de la ciudad.

##### "Al Casba"
Situado inmediatamente al sur del anterior, rodeándolo por oriente y occidente. Su único contacto con el anterior, se hacía por su extremo noreste, en el barrio de "Rabad Cauracha". El recinto amurallado descendía hasta el río Darro, conformando allí el "Rabad Haxarris", cuyo hamman aún se conserva en buen estado (El Bañuelo). Además, íntegraba intramuros los barrios de "Rabad Aitunjar", uno de los más poblados; "Rabad Badis", en el que estaba (y está aún) el palacio de Dar al-Horra (La casa de la señora); y "Rabad Al-Murabidin", o de los ermitaños. Al recinto murado, se accedía por seis puertas. Aparte de la ya citada Bib al-Bonud, existía una puerta que daba al río, "Bib Adiefaf" (Puerta de los Panaderos), que permitía acceder al camino que subía hasta la Alhambra, cruzando el Darro por el Puente del Cadí. Otras tres, conectaban con la ciudad nueva del sur, "Bib al-Hazarin", "Bib al-Murabidin" y "Bib al- Asad", que conectaba con el barrio del Zenete. Finalmente, la puerta conocida como "Bib al-Bonaida", aún hoy en pie con el nombre de Monaita, conectaba con el Barrio de la Carretera, que hasta el siglo XIII era un arrabal extramuros. Junto con la Alcazaba Cadima, constituían el núcleo histórico primigenio de la ciudad.

##### La ciudad nueva
Situada al sur de los distritos anteriores, en ambas orillas del Darro y en la cornisa suroeste de la colina del Albaicín. Estaba compuesto de un gran número de barrios, y en ellos se situaban algunos de los edificios más importantes de la ciudad: Jima el-Kebir (la Gran Mezquita, desaparecida); Alhondaq Gidida (Corral del Carbón aún hoy en pie); al-Madras o Madraza, que se conserva parcialmente; Fondaq Alginuyin o Alhóndiga de los Genoveses, desaparecida, al igual que los baños de Abu Adal, situados junto a ella, etc. Los barrios que recoge la cartografía de Seco de Lucena, son los siguientes: "Rabad el Zeneta", que todavía conserva el nombre; "Bucar Alfacín", situado al sur de aquel; "Rabad al-Cadí", "Rabad Almanzora" y "Rabad el Gomera", situados en la margen izquierda del río y ya citados anteriormente, cuyos topónimos aún existen; "Rabad Mauror", el barrio de los mauritanos, al sur de los anteriores; "Rabad Gelilis", que ocupaba la margen derecha del Darro, donde hoy está Plaza Nueva; "Rabad Abulac", el centro cívico de la ciudad, donde se situaban la mayor parte de los edificios antes citados; y "Rabad Bib al-Mazda", situado en el extremo sur de la ciudad, en la zona que hoy ocupa el barrio de San Jerónimo. 
Un recinto tan amplio, tenía forzosamente que disponer de un gran número de puertas de acceso, hasta 16 recoge Seco de Lucena: cuatro de ellas la conectaban con el recinto de Al Casba, como ya hemos visto; una, "Bid Almedina", hoy conocida como Puerta de las Armas, con la Alhambra; tres, "Bib Handac", "Bib Axauro" y "Bib al-Fajjarin", con los barrios orientales; las ocho restantes, daban acceso desde el exterior: "Bib Ateibin", la más oriental, "Bib Addabragin", "Bib al-Faras", "Bib al-Mazdaa", "Bib Riha", "Bib Arbaatayun", "Bib al-Mezra" y, la más occidental, "Bib Elbeira", que aún se conserva, con el nombre de Puerta de Elvira, por ser la principal salida hacia la antigua capital de la Cora califal y que, al estar construida con una doble puerta, servía tanto para conectar con el exterior, como para acceder a los barrios del norte de la ciudad.

##### "Albaicín"
Su nombre acabó por servir para denominar a la totalidad de la colina donde se instalaron los ziríes, pero en época musulmana hacía referencia exclusivamente a los barrios extramuros situados al norte de la ciudad, separados de esta por un barranco, llamado Alahacaba, cuyo nombre aún sigue aplicándose a la cuesta que lo recorre. En época nazarí, se amurallaron todos estos barrios, formando un recinto relativamente compacto, aunque con zonas de vacío urbano en su parte septentrional. 
Se distinguían tres grandes barrios, en las laderas de la colina que hoy conocemos como de San Miguel Alto, con mezquitas y baños: "Rabad Baida", al noreste, correspondiendo espacialmente a lo que hoy es la Cuesta del Chapiz y Carril de San Luis; "Rabat Abbeyezin", el Albaicín profundo de Plaza Larga y Placeta de Fátima, en el que se situaba la Mezquita Mayor, cuyo patio aún se conserva; y "Rabad Xaira" o de la carretera, situado al noroeste, en el actual Barrichuelo. Había además dos espacios no urbanizados, dentro del recinto, "Alberzana" y "Almunia Aben Mardanix", este último en la parte más elevada de la colina. 
El acceso a este recinto, se producía a través de 10 puertas, tres de las cuales conectaban con la Alcazaba Cadima (entre ellas el actual Arco de las Pesas) y una con el barrio de Badis, tal como ya se ha indicado. Las restantes, conectaban con el exterior: "Bib al-Ahacaba", formaba una unidad con la Puerta de Elvira; "Bib Albeyyezin" y "Bib-Fahslews" (o de Fajalauza), ambas en el extremo norte del recinto, conectaban con las tierras de labor de la acequia de Aynadamar; "Bib Guedaix al-Olya", la puerta alta de Guadix, conectaba con el camino de esta ciudad, a través de lo que hoy es el barrio del Sacromonte; en la misma zona se situaban "Bib Maadama", junto a la Casa Morisca del Chapiz, y "Bib Guedaix as-Softa", la puerta baja de Guadix, que daba al río, donde el puente de al-Harracin (o de los labradores), permitía acceder al camino de Handac Aikaba, hoy conocido como Cuesta de los Chinos, que llevaba hasta el Generalife.

##### "Medina Alhamra"

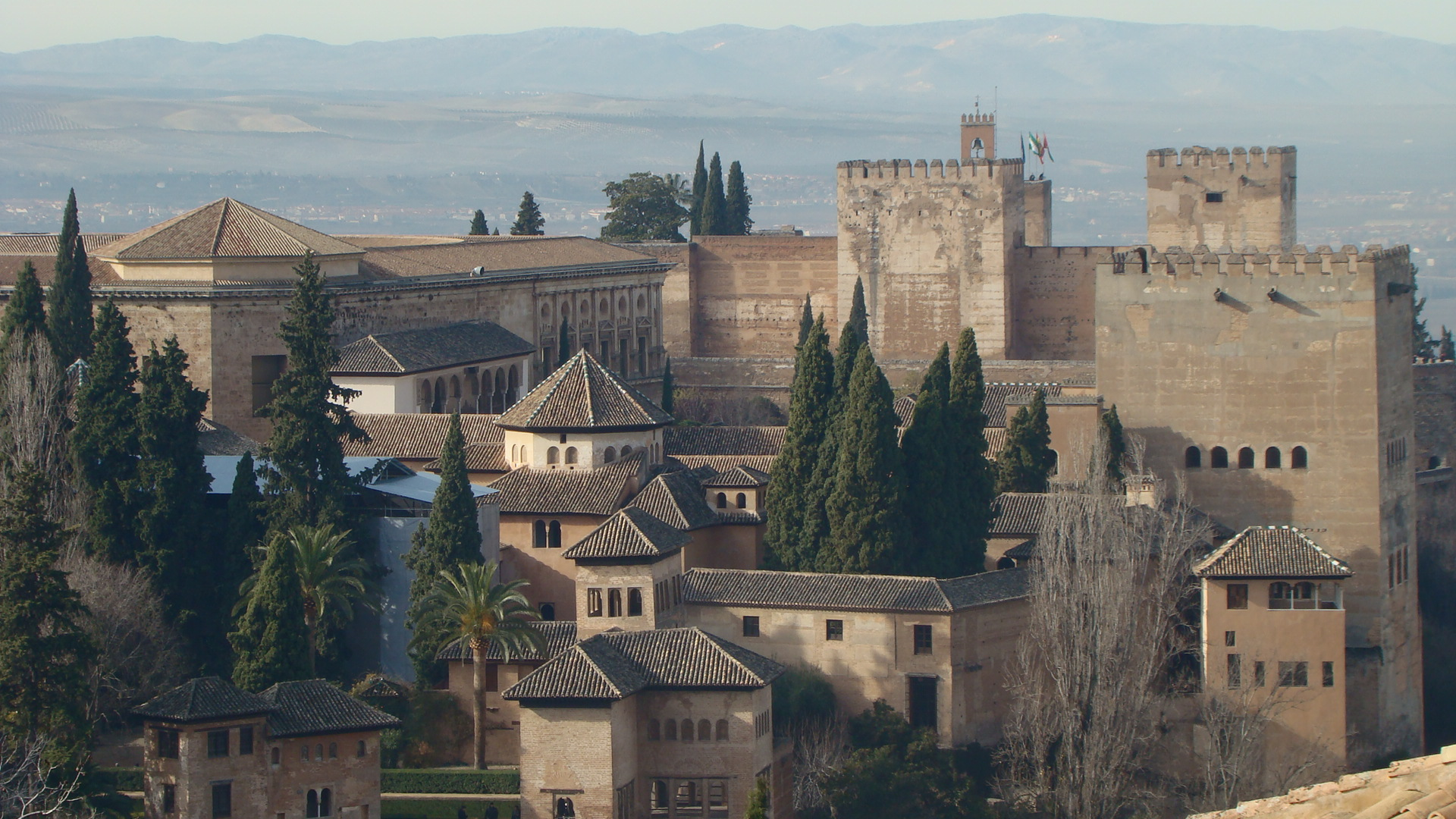
Conjunto de Palacios nazaríes en "Madinat al-Hamra"

Era la ciudad palaciega de los reyes nazaríes, encaramada en la abrupta colina de La Sabika, en la margen izquierda del río Darro. Su construcción se inició por el rey Muhammad ibn Nasr, aprovechando la existencia de una antigua fortaleza zirí. Su hijo, Muhammad II erige la mayor parte de las zonas palaciegas, y para el comienzo del siglo XIV, existe ya una verdadera ciudad, con comercios, viviendas privadas y edificios comunitarios. La mezquita real (megit sultani) fue edificada por Muhammad III y, para entonces, Madinat al-Hamra era ya un verdadero núcleo urbano. Los palacios de Comares y Leones, los más importantes del complejo, se construirán después por Yusuf I y Muhammad V, respectivamente, ya en la segunda mitad del siglo XIV.
El recinto estaba dividido, a su vez, en dos recintos interiores: El más antiguo era "Alhizan" o Alcazaba, que era la fortaleza militar, de origen zirí, y que estaba comunicada con la ciudad, a través de la ya citada "Bib al-Medina" (hoy conocida como Puerta de las Armas), y con la Alhambra, a través de la "Bib Al-hamra", que subsiste en pie con el nombre de Puerta del Vino. El resto, constituía Madinat al-Hamra propiamente dicha, y en ella se situaban los palacios de los reyes nazaríes, la mezquita real, varios baños, distintos palacios (Seco de Lucena resalta el de Dar Aben As-Serrach, o de los Abencerrajes, del que hoy solo quedan ruinas) y una medina. Aparte de la puerta que comunicaba con la Alcazaba, disponía de dos puertas más, que comunicaban con la ciudad, "Bib Xarea" o Puerta de la Justicia, que aún es un acceso principal al recinto, y "Bib Algodor" ("Bib-Alfarax", según algunos autores, hoy llamada Puerta de los Siete Suelos), que era el acceso cotidiano a la medina para el pueblo llano. Aunque Seco de Lucena no la recoge en su planimetría, existió otra puerta, aún utilizable, de carácter privado para los habitantes del Palacio, que se conoce como Puerta de Hierro o del Arrabal, y que permitía acceder directamente al Barranco de Aikibia y, desde allí, al Generalife.

##### Los barrios del sureste
En la zona sureste de la ciudad, desde final de la época almohade y, por supuesto, durante la época nazarí, se amuralló un gran recinto que comprendía dos barrios y amplias zonas sin edificar, ocupando todo lo que hoy se conoce como El Realejo. Los barrios, anteriormente arrabales extramuros, se situaban en continuación con los de la ciudad nueva, especialmente con el Mauror: "Garnatha Alayud", el barrio de los judíos, que conectaba a través de la "Bib Axauro" o puerta de Oriente; y Rabad al-Fajjarin", o barrio de los alfareros, que conectaba con el Mauror mediante la ya citada "Bib al-Fajjarin".
Dentro del recinto, estaba el Barranco de la Sabika (Handac Assabica), que tenía su propia puerta de conexión con la ciudad, donde hoy se sitúa la puerta de las Granadas, en el acceso a la Alhambra por la Cuesta de Gomérez. Esta era la vía de acceso de la población hacia los Palacios, a través de una zona descampada, llamada Asabica, que hoy es el Bosque de la Alhambra. También se incluían varias huertas, entre las que se citan por Seco de Lucena, en el extremo sur del recinto, Genna Alkebira y Genna Essaguira Almaxarra, que comunicaban con el exterior de la ciudad, concretamente con la ribera del Genil, a través de una puerta, "Bib Lacha". Existió otra puerta, en el extremo sureste de la muralla, llamada "Bib Neched", que comunicaba con un arrabal.
El resto del recinto amurallado, era terreno despoblado y rústico, llamado Abahul, regado por una acequia, ramal de la acequia Gorda, llamada Acequia del Cadí.

#### Arrabales exteriores
Fuera de las murallas de la ciudad, existieron dos barrios de muy distinto carácter:
- "Rabad Arrambla", o Arrabal de la Rambla, estaba situado junto a la puerta de "Bib-Alfaras", que disponía de un amplio espacio usado como zoco, muy cerca de la Gran Mezquita. El arrabal ocupaba la zona que, actualmente, se conoce como Birrambla, en clara referencia a su denominación original. Se trataba de un barrio pequeño, pero muy activo comercialmente, parcialmente amurallado en su zona sureste, en la que se abría una puerta que daba acceso al río Darro, "Bib Arrambla", hoy conocida como Arco de las Orejas, y que fue demolida entre 1873 y 1884 y reconstruida en los bosques de la Alhambra en la primera mitad del siglo XX, concretamente en 1933.[28] Disponía de mezquita propia (Jima Haddion o de los herreros) y de una alhóndiga, Al-Fondaq Zaida.

- "Rabad el-Necued", o Arrabal de la Loma, estaba situado en el extremo sureste de la muralla, junto a la puerta llamada "Bib Neched", y estaba rodeado de huertas (Genna Dar-Albaida, Genna Zafaina), sobre la orilla derecha del río Genil, en lo que hoy son las Vistillas de los Ángeles. Lo bordeaba la Ciquia al-Quebira o Acequia Gorda.

### Castillos y edificios de interés
En las murallas que bordeaban la ciudad, y como consecuencia del crecimiento urbano también en las cercas interiores, se situaban elemento defensivos de cierta entidad o castillos (hisn). También fuera del recinto amurallado existían construcciones de entidad.

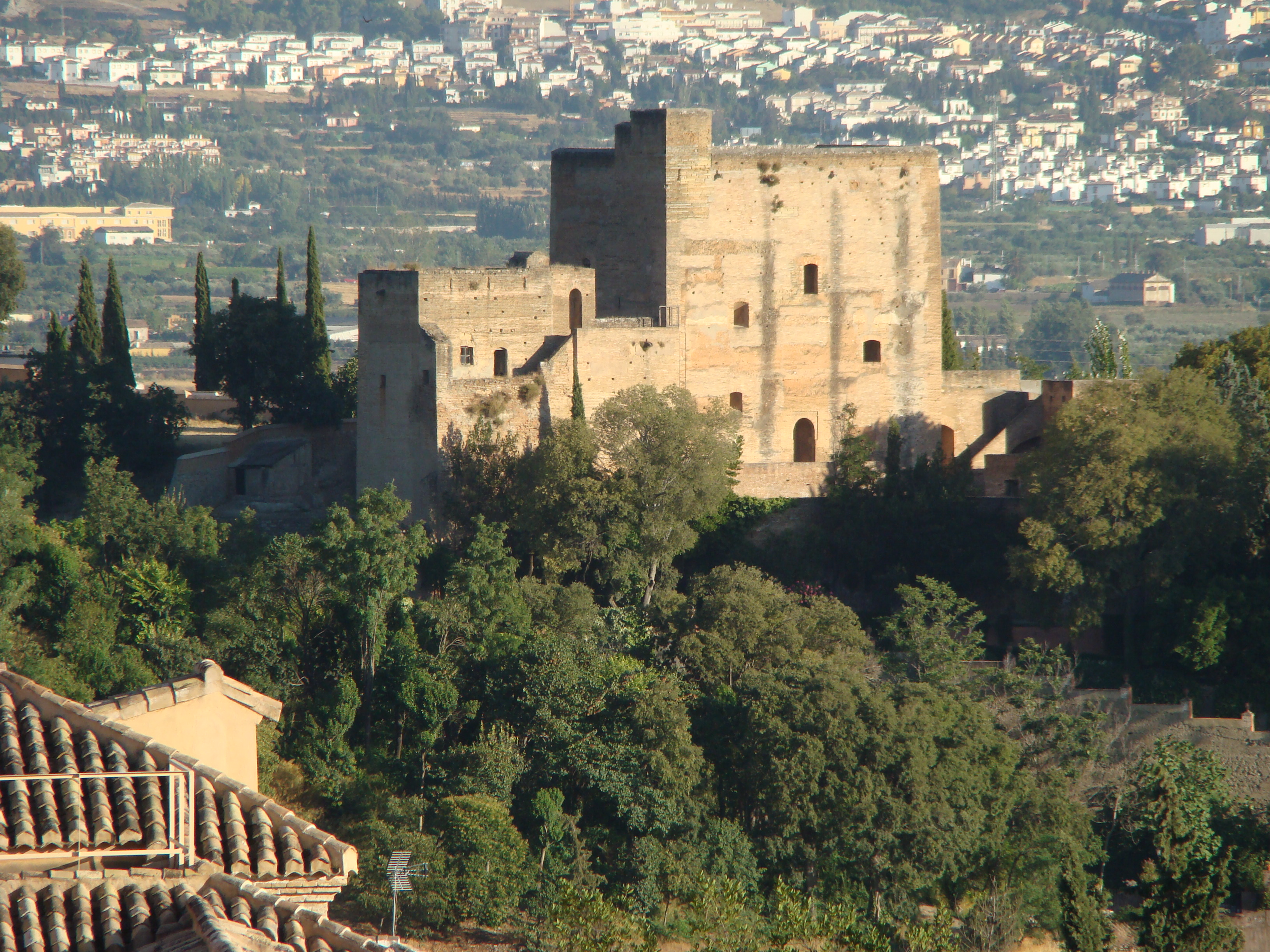
"Hizn Mauror" o Torres Bermejas, visto desde el Albaicín.

#### Castillos murarios
El principal de todos ellos era, naturalmente, la Alcazaba de la Alhambra, situado en el espolón de la colina de la Sabika, sobre el cauce del río Darro y con dominio visual de la ciudad. Pero, además, existieron otras fortalezas integradas en las murallas: 
- "Hizn Mauror", estaba situado en la cerca oriental de la ciudad nueva, junto al barrio del mismo nombre. Con la ampliación de la ciudad hacia el este, quedó dentro del recinto. Se construyó en una época tan temprana como el siglo IX,[29] aunque fue remodelado en varias ocasiones, antes del siglo XIV. Lo forma un conjunto de tres torres, con puerta abierta entre dos de ellas, construidas en argamasa, con un baluarte (de época cristiana) y un aljibe de dos naves.

- "Hizn Bib-Ateibin", o Castillo de la Puerta de los Penitentes, situado en el extremo sur de la ciudad, frente a la confluencia de los ríos Darro y Genil, controlando el tráfico que cruzaba este río por el Cantara el-Xenil , conocido hoy como Puente Blanco. Este castillo fue demolido en 1718 y construido sobre él un cuartel-palacio barroco, que conserva el nombre (Bibataubín).

- "Canicie Az-Zeituna", situado en el extremo noreste de la cerca del Albaicín, en el lugar que hoy ocupa San Miguel Alto. Era, en realidad, una torre defensiva de gran tamaño, que vigilaba los accesos desde El Fargue y la Sierra de la Alfaguara.

#### Edificios extramuros
Fuera de los recintos murados de la ciudad, se situaron algunos edificios de interés:

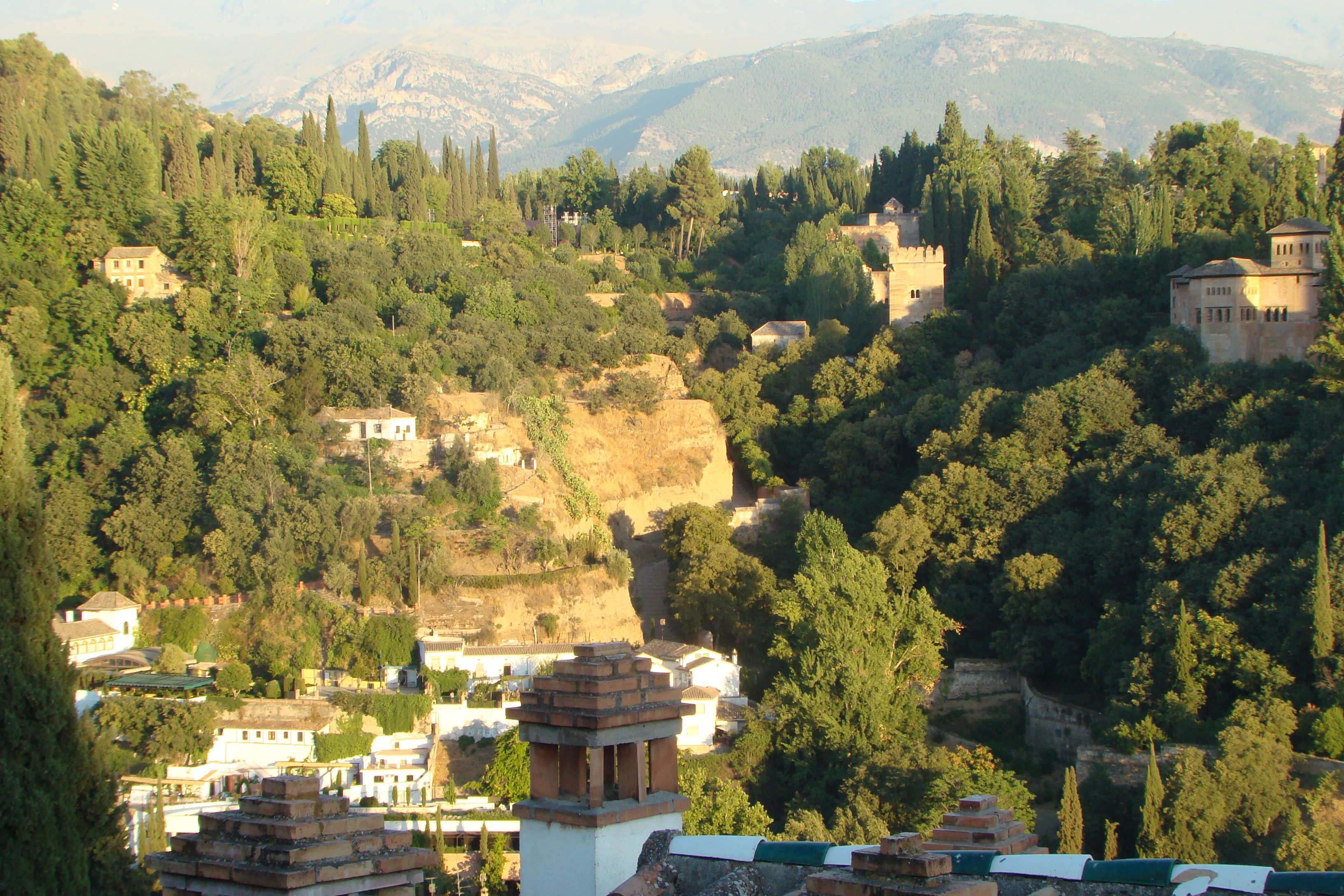
Handac Aikibia o Barranco de las Cuestecillas (hoy Cuesta de los Chinos), que separaba las huertas del Generalife, de la ciudadela de la Alhambra.

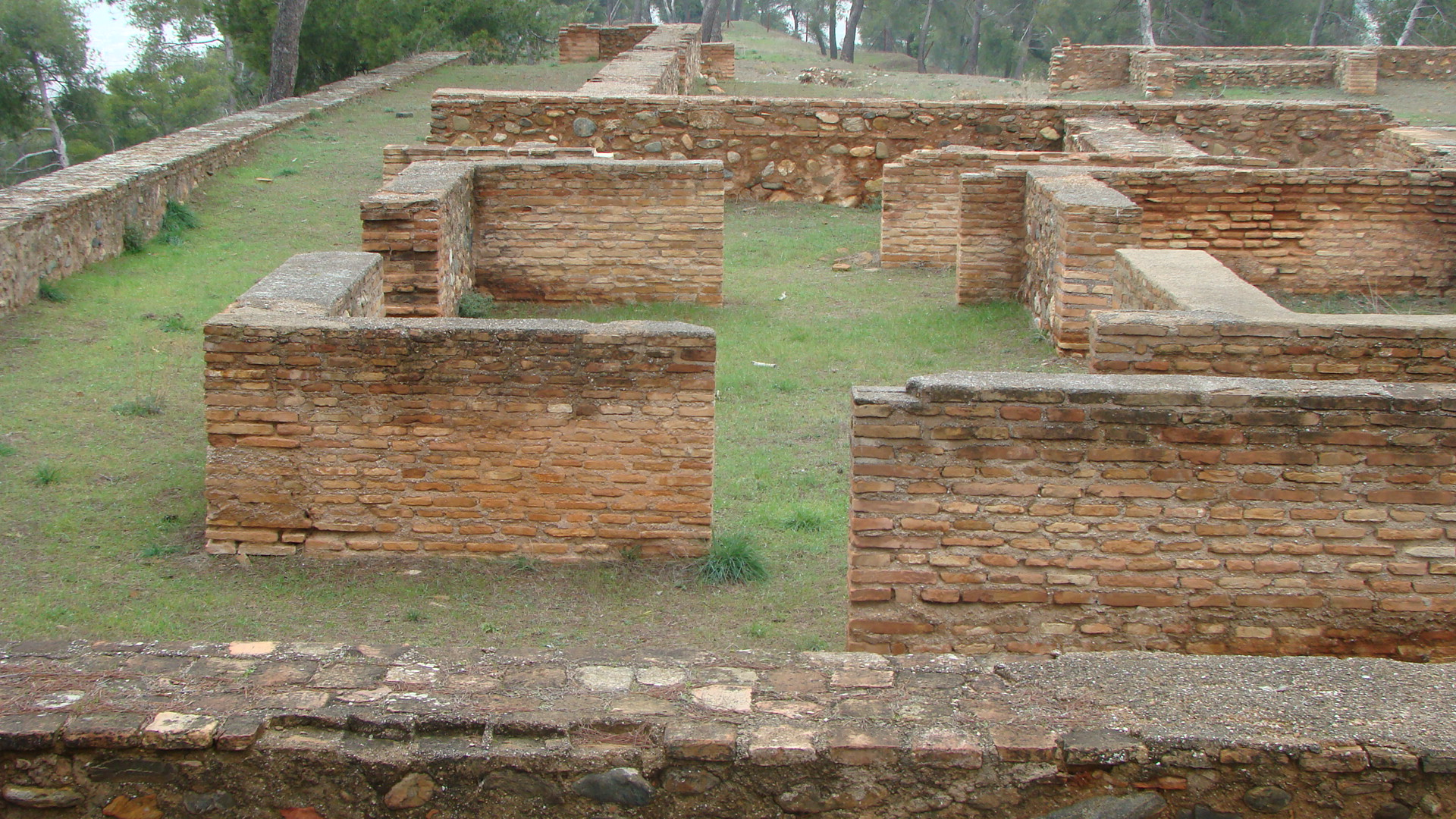
Ruinas del palacio de Dar al-Arusa

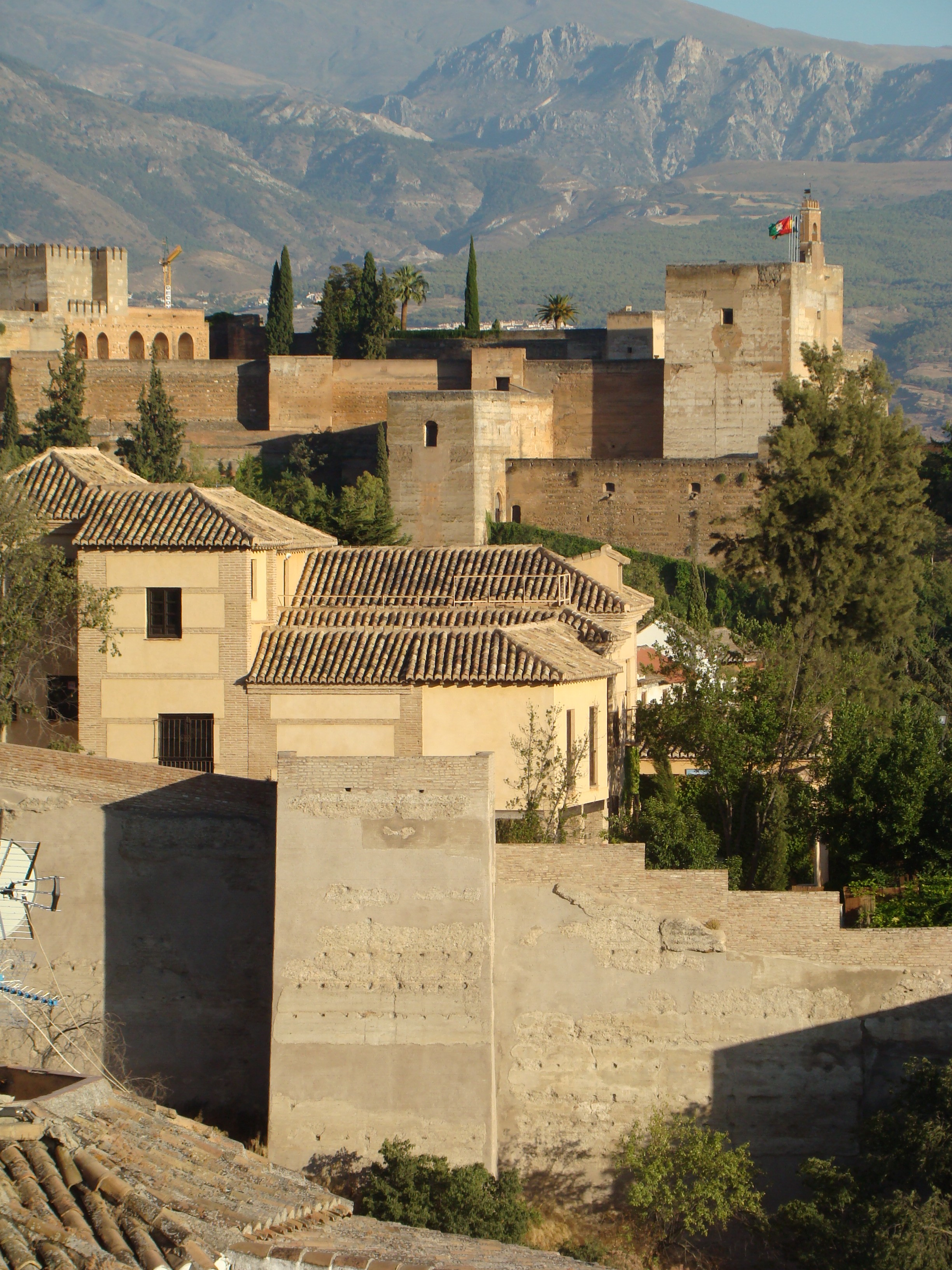
Las dos alcazabas de Granada: En primer plano la Alcazaba Cadima o Vieja; en segundo plano, la Alcazaba de la Alhambra.

- "Genna al-Aarif" o Generalife, situado en el cerro del Sol, sobre la Alhambra, fue el palacio de descanso de los reyes nazaríes. Estaba separado de la Alhambra, aunque comunicaba con ella a través del Barranco de Aikibía, sobre el que ambos vertían aguas. Comenzó a construirse en el siglo XIII, y disponía de amplias huertas y jardines, con complejos sistemas hidráulicos. Sin duda, es el edificio de más interés de entre los situados fuera de los recintos murados.

- "Silla del Moro" o Castillo de Santa Elena, que no aparece reflejado en el plano de Seco de Lucena, pero que fue construido en el siglo XIII, como parte de una cerca defensiva del Generalife, sobre el que se situaba.[30] Quedó arruinado en el siglo XVII y no volvió a reconstruirse, hasta la actualidad. En su momento (siglo XIV), incluyó una mezquita, según algunos autores.[31]

- Seco de Lucena, refleja en su cartografía una serie de palacios y casas situadas extramuros, de los que destacan "Kasr al-Hijar" o Palacio de los Alixares, situado en la colina frente a la Alhambra, hacia el este; "Genna Dar-Albaida" o Huerta de la Casa Blanca, situada junto a la puerta de Bib Lacha, antes citada; "Dar Aben Mordi", una casa importante, situada en la salida más occidental de la ciudad, la puerta de Bib Riha; Dar Nonsara, adosada a la nueva muralla de los barrios orientales... Ninguna de ellas permanece en pie, y los únicos restos de cierta entidad, correspondientes al palacio de "Dar al-Arusa", que no es reflejado por Seco de Lucena, están situados en las inmediaciones del Generalife. Al parecer, este palacio estaba conectado con la Silla del Moro, a la que abastecía de agua.[32]